# Picks sats

i = 7, b = 8,
A = i + b/2 − 1 = 10

Picks sats är ett polynom genom vilket man kan mäta arean på en yta med raka linjer, en tvådimensionell månghörning. 
Formeln skrivs
{\displaystyle A=i+{\frac {b}{2}}-1.}
där A är den totala arean av ytan, i antalet prickar inuti figuren och b antalet prickar som korsas av figurens linjer.